# Горење Градишче
Горење Градишче (словен. Gorenje Gradišče) је насељено место у општини Долењске Топлице, регија Југоисточна Словенија, Словенија.

## Историја
До територијалне реорганизације у Словенији било је у саставу старе општине Ново Место.

## Становништво
У попису становништва из 2011. године, Горење Градишче је имало 86 становника.
| Број становника према пописима | Број становника према пописима | Број становника према пописима |
| ------------------------------ | ------------------------------ | ------------------------------ |
| 1991                           | 2002                           | 2011                           |
| 60                             | 77                             | 86                             |

Напомена: Године 1999. извршена је мања размена територије између насеља Долењске Топлице и Горење Градишче.